# LNG Croatia
LNG Croatia — плавуча установка з регазифікації та зберігання (Floating storage and regasification unit, FSRU) зрідженого природного газу (ЗПГ), створена для хорватського терміналу Adria LNG.

## Початок служби
Судно спорудили у 2005 році як ЗПГ-танкер на верфі південнокорейської Hyundai Heavy Industries в Ульсані. Замовником виступила норвезька судноплавна компанія Golar, яка первісно вибрала для судна назву Golar Viking. 
З 2005 по 2011 рік танкер працював над замовленнями Shell Trading and Shipping Company (STASCo), при цьому з 2006 по 2009 роки він носив назву Gracilis.
В 2015-му судно придбала та перейменувала на Salju індонезійська судноплавна компанія PT. Perusahaan Pelayaran Equinox, яка розраховувала використати його для перевезень нафтогазового концерну Pertamina. Втім, цей проєкт так і не реалізувався і того ж року танкеру повернули ймення Golar Viking.

## Плавуча регазифікаційна установка
В 2019 році Golar отримала замовлення на створення плавучої установки зі зберігання та регазифікації зрідженого газу для хорватського терміналу на острові Крк. Як наслідок — Golar Viking пройшло необхідне переобладнання на верфі Huarun Dadong Dockyard (належить китайській групі Hudong-Zhonghua Shipbuilding) та отримало регазифікаційну установку, що здатна видавати 2,6 млрд м3 на рік. 2020 року судно продали компанії LNG Hrvatska та перейменували на LNG Croatia (при цьому Golar отримала 10-річний контракт на управління та обслуговування установки).
У грудні 2020-го установка розпочала пусконалагоджувальні роботи, а з 1 січня 2021-го термінал Adria LNG офіційно ввели в експлуатацію.